# Parc linéaire Le P'tit Train du Nord
Pour les articles homonymes, voir Le Petit Train.
 (novembre 2010).
Si vous disposez d'ouvrages ou d'articles de référence ou si vous connaissez des sites web de qualité traitant du thème abordé ici, merci de compléter l'article en donnant les références utiles à sa vérifiabilité et en les liant à la section « Notes et références ».
Le parc linéaire Le P'tit Train du Nord est le plus long parc linéaire au Canada et un segment cyclable de la Route Verte 2 dans la région des Laurentides, au Québec.
Historiquement, il s'agit d'un ancien service de train de passagers et de fret qui reliait Montréal à Mont-Laurier. Le chemin de fer fut construit entre 1876 et 1909 et c'est à la fin des années 1980 que l'on mit fin à ses opérations. Le parc linéaire est inauguré en 1996.

## Histoire

### Chemin de fer
Bien que le territoire des Laurentides fut colonisé par les Européens dès 1769, il faut attendre la deuxième moitié du XIXe siècle avant que plusieurs villages s'y développent. Le curé Antoine Labelle, abbé de Saint-Jérôme, encouragea la colonisation de cette région afin de freiner l'important exode des Canadiens-français qui avait cours à l'époque. Cependant, les villages se retrouvaient complètement isolés durant l'hiver, les routes devenant complètement impraticables. Il fit donc pression auprès du gouvernement de créer une ligne de chemin de fer, afin de desservir « les Pays d'en Haut ».
Après des années de promesses de plusieurs gouvernements successifs, un premier tronçon, reliant Montréal et Saint-Jérôme, est inauguré le 8 octobre 1876. En 1882, le Canadien Pacifique achète l'emprise et prolonge la voie, qui atteindra la ville de Mont-Laurier en 1909.
Ce train permit aux villages des Laurentides de s'approvisionner de manière stable durant toute l'année, d'améliorer le service postal et d'installer un réseau de communication télégraphique. Mais aussi, elle permit aux villages d'exporter leurs marchandises (essentiellement du bois de chauffage) vers Montréal, contribuant au développement économique de la région. Le train apporte également des dizaines de milliers de touristes chaque hiver, venus pratiquer le ski.
Avec les années, le réseau routier se développa également . Dès 1941, la route 117 est désormais ouverte tout l'hiver jusqu'à Mont-Laurier. Puis, vers les années 1960, il y a une explosion de construction d'autoroutes au Québec. L'autoroute des Laurentides, construite entre 1958 et 1974, amène l'interruption du service de passagers dès 1960. Il sera brièvement remis en service de façon limitée entre 1977 et 1981 avant d'être définitivement abandonné. La ligne fut encore utilisée jusqu'en 1989 pour le transport de marchandises.

### Renaissance du tronçon
En 1986, un projet de réseau muséal des gares et de réutilisation de l'emprise est présenté. Des démarches commencent dès 1988 pour reconvertir l'emprise en un parc linéaire. En 1994, le gouvernement du Québec acheta l'emprise ferroviaire puis en fit la location aux municipalités régionales de comté concernées. Celles-ci mirent en place le Parc linéaire du P'tit Train du Nord. Inauguré en 1996, cette piste cyclable relie Laval à Saint-Jérôme, puis monte dans les Laurentides, jusqu'à Mont-Laurier, pour une distance d'environ 230 km.  Certains tronçons sont aussi utilisés en hiver pour l'activité de motoneige.

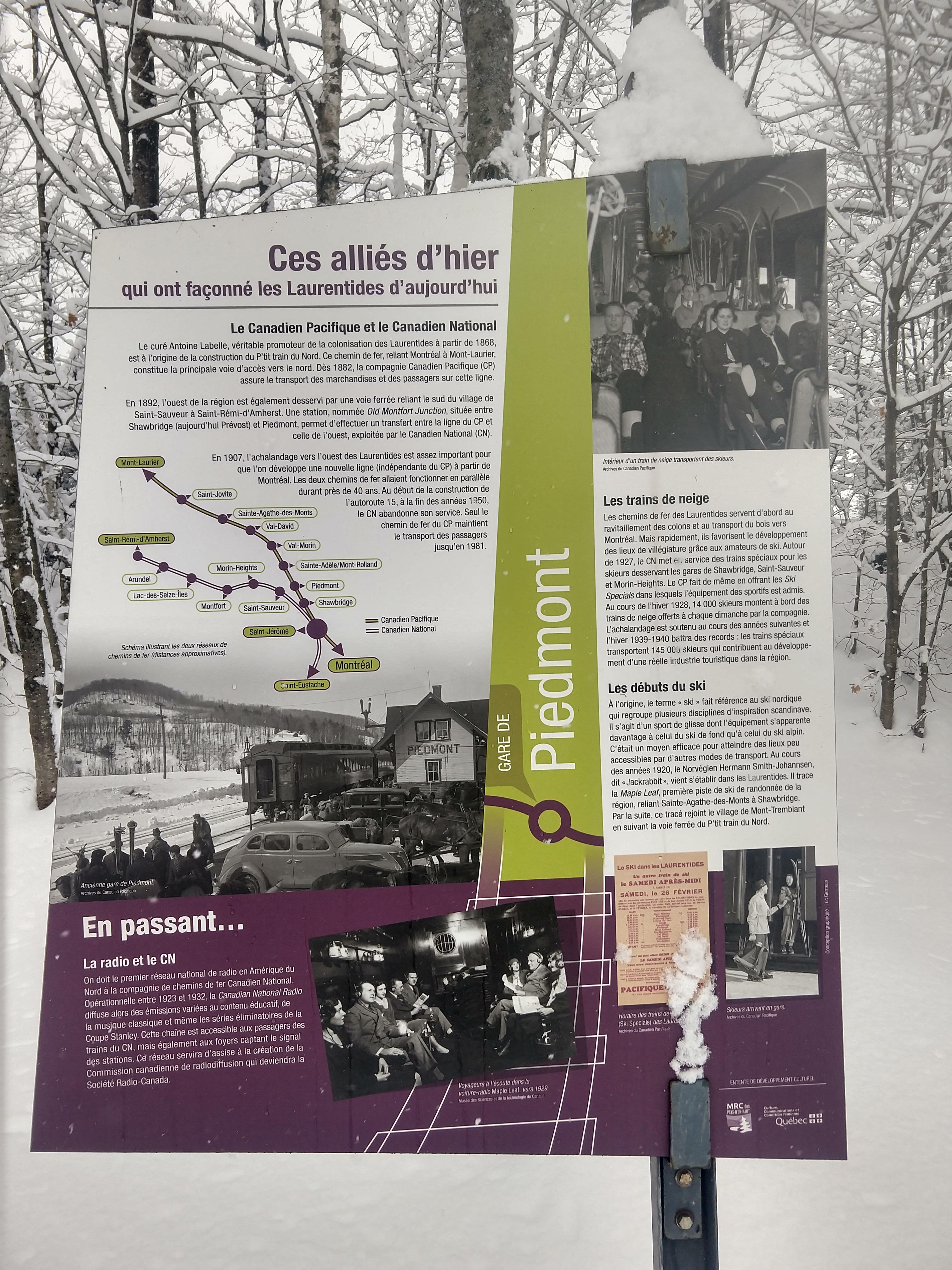
Panneau historique à la gare Prévost.

## Gares
- Gare Jean-Talon, Montréal
- Sainte-Rose
- Sainte-Thérèse
- Saint-Jérôme
- Shawbridge
- Mont-Rolland
- Val-David
- Sainte-Agathe-des-Monts
- Mont-Tremblant - Centre-Ville
- Mont-Tremblant - Village
- Labelle
- Rivière-Rouge
- Nominingue
- Mont-Laurier

#### Guides
- Collaboration, Série, La Route du Lièvre Rouge. (Site Web Lire en ligne)
- Collaboration, Guide d'interprétation du Parc linéaire Le P'tit Train du Nord - Section Antoine-Labelle: Attraits environnementaux et patrimoniaux, 2008, 54 p. (PDF Lire en ligne)